# Aballay (cuento)
Aballay es un cuento corto escrito por el autor argentino Antonio Di Benedetto, publicado por primera vez en 1953. La obra pertenece al género de la narrativa gauchesca, considerada una obra destacada por su enfoque introspectivo y un estilo literario que aborda las vivencias, conflictos y dilemas morales de los gauchos en los paisajes rurales de Argentina.

## Argumento
El cuento narra la transformación interna de Aballay, un gaucho que, tras cometer un asesinato, es consumido por la culpa y opta por no bajar jamás de su caballo, como una forma de expiar sus pecados. La trama combina el realismo de la vida rural con elementos simbólicos y existenciales, explorando el impacto de la culpa y la búsqueda de redención en un contexto dominado por la soledad, la violencia y las leyes no escritas de la vida del campo argentino.

## Temas
El cuento aborda dilemas morales de carácter universal, los cuales trascienden el contexto gauchesco y rural en el que está ambientado. Entre los temas más destacados se encuentran:
- La culpa y la redención: El asesinato cometido por el protagonista lo sumerge en un profundo sentimiento de culpa. A partir de este punto, la obra explora preguntas esenciales: ¿es posible redimirse por completo de los pecados? ¿El sacrificio personal basta para obtener el perdón? A través del camino de redención del protagonista, la obra reflexiona sobre la naturaleza del arrepentimiento y el perdón.

- La penitencia como camino hacia la expiación: La decisión del protagonista de vivir el resto de su vida montado a caballo, sin tocar el suelo, se presenta como un acto extremo de penitencia. Este sacrificio simboliza el esfuerzo humano por enfrentar las consecuencias de sus acciones. Sin embargo, la obra también plantea el dilema de si esta penitencia es un acto genuino de expiación o simplemente una forma de escapar del remordimiento.

- La confrontación entre el pasado y el presente: El relato muestra cómo el protagonista debe enfrentar las repercusiones de su crimen cuando el hijo de su víctima lo busca para vengarse. Este conflicto representa la lucha universal contra el pasado y la imposibilidad de evitar las consecuencias de nuestras acciones.

- La relación entre la justicia y la venganza: La obra explora los límites entre justicia y venganza. Mientras que Aballay busca redimirse, el hijo de su víctima persigue justicia a través de la violencia. Este contraste invita a reflexionar sobre si la venganza puede considerarse una forma válida de justicia y si es posible reparar las acciones del pasado.

- El aislamiento como vía de introspección: Al optar por apartarse del mundo, el protagonista emprende un viaje espiritual y físico que refleja la lucha interna con sus propios miedos, culpas y soledad. Esto lleva a una reflexión más amplia: ¿el aislamiento es un medio para sanar o una forma de evitar la responsabilidad?

- El sentido del sacrificio: La obra cuestiona hasta qué punto el sacrificio personal puede considerarse un acto noble o una forma de autocomplacencia. Se plantea el dilema de si el sacrificio tiene un propósito real o si es simplemente un medio para lidiar con la culpa.

- La fragilidad de la condición humana: A través de las experiencias de Aballay, su lucha contra el entorno, su remordimiento y las amenazas externas, el relato destaca la vulnerabilidad del ser humano frente a las fuerzas internas y externas. Esto conecta con la búsqueda de significado y la lucha por superar las propias debilidades.

## Adaptación cinematográfica
En 2010, fue adaptado al cine bajo el título Aballay, el hombre sin miedo, dirigida por Fernando Spiner. La película, que combina elementos de la narrativa original con características del género western, recibió reconocimiento por su tratamiento visual de los paisajes de los Valles Calchaquíes y su fidelidad al espíritu de la obra de Di Benedetto.
La adaptación incorpora nuevos personajes y profundiza en los conflictos de venganza, justicia y redención. Fue seleccionada como la representante de Argentina para los premios Óscar de 2012 en la categoría de Mejor Película Internacional.

## Estilo y legado
El estilo de Antonio Di Benedetto se caracteriza por su economía narrativa y su capacidad para transmitir complejas emociones y paisajes internos con pocas palabras. Aballay es una de sus obras más simbólicas y representativas, destacándose por su mezcla de lo local y lo universal en su tratamiento de temas humanos fundamentales.
Con esta obra, Di Benedetto se consolidó como una figura importante de la literatura argentina, siendo recordado no solo por su contribución a la narrativa gauchesca, sino también por su capacidad de conectar esta tradición con cuestiones existenciales de alcance global.
Aballay es más que una narración sobre la vida gauchesca; es un retrato poético de la lucha interna de un hombre contra su pasado y una reflexión sobre la relación entre los humanos y su entorno. Una obra que ha dejado huella en la literatura argentina por su capacidad de entrelazar lo local con lo universal.

## Ediciones
En 2010, se lanzó una edición que incluye el relato original, el guion cinematográfico de Spiner y una adaptación gráfica ilustrada.
- Di Benedetto, Antonio. Aballay. Primera edición: 1953.
- Spiner, Fernando. Aballay, el hombre sin miedo (Película, 2010).
- Aballay Edición de 2010. Adriana Hidalgo Editora. Buenos Aires.